# رايموند إم. كلوسن جونيور
رايموند إم. كلوسن جونيور (بالإنجليزية: Raymond M. Clausen, Jr.)‏ هو عسكري أمريكي، ولد في 14 أكتوبر 1947 في نيو أورلينز في الولايات المتحدة، وتوفي في 30 مايو 2004 في دالاس في الولايات المتحدة.